# Epitausa tripunctifera
Epitausa tripunctifera är en fjärilsart som beskrevs av Walker 1858. Epitausa tripunctifera ingår i släktet Epitausa och familjen nattflyn. Inga underarter finns listade i Catalogue of Life.